# W2 Popcollectief Den Bosch
Het w2 Popcollectief Den Bosch bestaat sinds 1979 en is via omzwervingen langs De T-tuin en De Popsalon sinds 1987 gevestigd in het w2 gebouw in 's-Hertogenbosch. Eerst nog op de begane grond bij de w2 Concertzaal maar sinds 1996 heeft zij een eigen ruimte in de kelder. 
Het w2 Popcollectief Den Bosch stelt zich ten doel voorwaarden te scheppen voor popmuzikanten middels: repetitieruimten, cursussen, info en (regio)muzikantenblad.